# Paneuropabevægelsen
Paneuropabevægelsen er en af de ældste bestræbelser på at samle de europæiske lande i moderne tid. Den unge greve Coudenhove-Kalergi skrev i 1922 bogen "Paneuropa" hvori han fordrede en europæisk sammenslutning på linje med USA. Han lagde stor vægt på at skabe varig fred i det krigshærgede Europa.

Bevægelsen fik god støtte, også internationalt: en række prominente personligheder tog imod opfordringen i bogen og meldte sig ind. Af kendte personer kan nævnes: Albert Einstein, Thomas Mann, Franz Werfel, Salvador de Madariaga, Charles de Gaulle, Aristide Briand, Konrad Adenauer, Franz Josef Strauss, Bruno Kreisky og Georges Pompidou.

## Ideologisk grundlag
Selv om Paneuropa betyder ”hele Europa”, er Rusland først og fremmest en god nabo, selv om det geografisk regnes med til Europa. På den anden side mente grev Courdenhove-Kalergi ikke nødvendigvis, at bevægelsen skulle stoppe der. Jo flere stater som blev med, des bedre. Således så han det for sig, at hele verden efterhånden kunne være med, og var vel en af de første, som plæderede for hele verden samlet under en verdensregering.

Grev Coudenhove-Kalergi har altid talt for et Europa med klar vægt på kristendom. Det ses også af bevægelsens logo, som har et ligebenet kors som kerne. Udenom den er en krans med 12 stjerner. Går man ud fra korset er det naturligt at forstå de 12 stjerner som Israels 12 stammer som baggrunden for kristendommen.
Hvor bogen ”Paneuropa” fra 1922 behandler emnerne som vi finder i Bambergprogrammet, altså taler til politikerne, så behandler bogen Praktischer Idealismus fra 1925 i højere grad det ideologiske grundlag og temaer af geopolitisk karakter. Det kan synes som om, at Praktischer Idealismus hverken var en bog for de brede masser eller for politikere, men for repræsentanter for kapitalen.
Der er flere argumenter for det. Citater som næppe smigrer en folkevalgt:

”Altså er demokratiets endelige mål åndeligt aristokrati. Det vil give materialisterne nydelse, idealisterne magt. 

Føreren skal træde i stedet for herskeren, det ædle sind i stedet for det ædle navn, det rige hjerte i stedet for den rige pung. Det er den demokratiske udviklingens mening. Alt andet ville være kulturens selvmord." (Forordet side 3)

”Som antikken rhetor står i dag journalisten i statsmaskinens centrum: Han bevæger vælgerne, vælgerne bevæger politikerne, politikerne ministre. Således pålægger det journalisterne det højeste ansvar for alt politisk liv. Og netop han, som den typiske repræsentant for den urbane karakterløshed, føler sig som regel fri for sådanne forpligtelser og ansvar.” (side 36)

Så selv om Bambergprogrammet ånder demokrati og ligeberettigelse, så er det her klar tale:

Demokratiet er bare en midlertidig tilstand, som vi må tåle indtil det åndelige aristokrati er i stand til at indtage sin berettigede plads. 

Dette åndelige aristokrati omtaler han flere steder som her:

”Således har det nådige Forsyn ved Guds nåde skænket Europa en åndens adelsrace, som opstod ved jødernes emansipation, samtidig med at feudaladelen forfaldt. .. en åndelig-urban Herrerase dannes..”

Europa skal ganske vist være kristent, men det skal ved Guds nåde styres af en jødisk herrerace. Den europæiske Union skal bekæmpe ethvert diktatur, men den nye åndsadel skal tydeligvis styre med menneskenes og folkenes fulde frihed. 

Der er en ting til som måtte have tiltalt kapitalens repræsentanter.

Grev Coudenhove-Kalergi tager integrationsfænomenet grundig i øjesyn. 4. kapitel behandler ”Indavl – krydsning". Her beskriver, han hvordan familiens og folkets indavl bærer folkets karakter, mens krydsningerne i takt med at de mister deres rødder bliver mere impulsive, karakterløse, tøjlesløse, hemningsløse. 

Det globale, internationaliserede næringsliv vil have størst glæde af krydsningerne. De har ingen traditioner, de kan påvirkes og flyttes rundt. 

## Under 3. rige
Bogen Praktischer Idealismus kom som små artikler  1922-25 til bogens udgivelse. Det vil sige, at det måske ikke var Hitler som prægede begreb som ”Herrerace”. Han forbød Paneuropabevægelsens arbejde straks NSDAP kom til magten i 1933. 

Umiddelbart havde de meget til fælles: 

-	et forenet Europa

-	vægt på familie og folk

-	førerprinsippet er udtalt i Praktischer Idealismus, mens grev Coudenhove-Kalergi ellers plæderer for demokrati

Problemet her er nok, at der ikke er konsistens mellem det som kommer frem i Praktischer Idealismus og resten. Nationalsocialisterne har sandsynligvis forstået Paneuropabevægelsen som en frontal modstander:

-	jøderne som Herreracen, som skal herske over de kristne europæere

-	en fred som bliver bedre des mere folkene blandes og opgiver sin forbindelse med sine respektive folkeånder

-	en verdensregering, eller i det mindste en Europa-regering, som skal være en suveræn enhed, i det mindste når det gælder udenrigs- og sikkerhedspolitik. 

## Det moderneEUsfader
Grev Coudenhove-Kalergi regnes af mange som det moderne EU's fader. Han foreslog Beethovens hymne som EU's sang. Han var meget aktiv ved udformningen af EU's logo og kæmpede tilsyneladende for at korset skulle være i midten. Bemærkelsesværdig er det, at modstanden og den udløsende årsag til at vi i dag har en stjernecirkel uden kors skyldes, at Tyrkiet protesterede. Hvilken vægt Tyrkiet blev tillagt den gang kan overraske i dag. Ligevel er det interessant, at Tyrkiet nu er i forhandlinger om optagelse i EU. 

## I dag
Historisk set havde bogen Praktischer Idealismus sandsynligvis bare en kort missionstid. Der er ikke mange referencer til den. Den er næppe trykt i mange oplag, og eksemplarer er vanskelige at finde i dag. 

Bogen er heller ikke nævnt på Paneuropabevægelsens internetsider. Det er nærliggende, at bevægelsen stiltiende tager afstand fra det noget kompromitterende indhold.
I nogle lande er bogen i praksis bortcensureret. 

Se Praktischer Idealismus.
Paneuropabevægelsen lever fortsat og har afdelinger i de fleste europæiske lande.